# ンコロイ・ンコロイ
ンコロイ・ンコロイ（ツワナ語: Nkoloi Nkoloi、1968年4月30日 - ）は、ボツワナの外交官、元駐日大使（2017年～2021年）。セロウェ出身、ボツワナ大学卒。

## 人物
2012年2月16日、国連次席大使に任命される。2017年4月30日、イアン・カーマ大統領の指名により駐日大使を拝命。同年6月14日、東京のボツワナ大使館に着任する。同年7月13日、上皇（当時は天皇）に信任状を捧呈した。
2019年10月22日、皇居正殿松の間で今上天皇の即位礼正殿の儀が執り行われ、ンコロイ大使がボツワナ代表として参列した。
2021年4月16日、赤坂御所（旧・東宮御所）で天皇に面会して離任の挨拶をした。